# Ricardo Duchesne
Ricardo Duchesne är en kanadensisk historisk sociolog och professor vid University of New Brunswick. Hans primära forskningsområden är den västerländska civilisationen, Västvärldens uppgång och mångfald som ideologi. I sitt verk The Uniqueness of Western Civilization från 2011 betonar han européernas "kontinuerliga kreativitet" från antikens Grekland till nutid och kritiserar vad han ser som destruktiva effekter av mångkultur på västerländsk kultur. I sin bok Canada in Decay: Mass Immigration, Diversity, and the Ethnocide of Euro-Canadians argumenterar han för att Kanada inte är en "invandrarnation" utan en nation skapad av engelska och franska "pionjärer" och "bosättare". Canada in Decay ifrågasätter också mångkulturalismens dubbla måttstockar där minoriteter och invandrargrupper erkänns "kollektiva" etniska rättigheter och "individuella rättigheter" medan etno-kulturella rättigheter inte erkänns hos europeiskättade kanadensare.